# Ussolje
Ussolje (russisch Усолье) ist eine Kleinstadt in der Region Perm (Russland) mit 5694 Einwohnern (Stand 14. Oktober 2010).

## Geografie
Die Stadt liegt an der Westflanke des Mittleren Urals etwa 190 km nördlich der Regionshauptstadt Perm am rechten Ufer der hier zum Kamastausee aufgestauten Kama. Am gegenüberliegenden, östlichen Flussufer erstreckt sich die Großstadt Beresniki.
Ussolje ist Verwaltungszentrum des gleichnamigen Rajons Ussolje.
Am nördlichen Stadtrand wird die Kama von einer etwa 800 Meter langen Straßenbrücke überquert.

## Geschichte
Der Ort entstand 1606 als Siedlung bei der Salzsiederei Nowoje Ussolje (ussolje ist eine russische volkstümliche Bezeichnung für Einrichtungen zur Salzgewinnung; der Name bedeutete somit etwa „Neue Salzsiederei“). Bis zum Ende des 18. Jahrhunderts war der Ort Zentrum der Besitzungen der Familie Stroganow an der Kama und bis ins 19. Jahrhundert Zentrum der Salzförderung des Uralvorlandes, welche sich später nach Beresniki und Solikamsk verlagerte.
Im Februar 1918 wurde der Ort Verwaltungssitz des Ujesds Solikamsk und erhielt damit faktisch die Stadtrechte, im November 1923 auch Sitz des Okrugs Obere Kama (Werchne-Kamski okrug) der bis 1934 bestehenden Oblast Ural. Der Okrugverwaltungssitz wurde im September 1928 nach Solikamsk verlegt, und am 23. Juli 1930 der Okrug aufgelöst. Am 20. März 1932 wurde Ussolje mit einigen weiteren Arbeitersiedlungen in die größtenteils am anderen Kama-Ufer gelegene neugegründete Stadt Beresniki eingegliedert. Am 30. August 1940 wurde Ussolje wieder eigenständige Stadt. In diesem Zusammenhang wurde der gleichnamige Ort in Sibirien zur Vermeidung von Verwechslungen in Ussolje-Sibirskoje umbenannt.
Beim Füllen des Kamastausees um 1958 wurde ein Teil der Stadt überflutet.

### Bevölkerungsentwicklung
| Jahr | Einwohner |
| ---- | --------- |
| 1926 | 8.976     |
| 1959 | 11.788    |
| 1970 | 10.091    |
| 1979 | 7.909     |
| 1989 | 6.453     |
| 2002 | 6.144     |
| 2010 | 5.694     |

Anmerkung: Volkszählungsdaten

## Kultur und Sehenswürdigkeiten
Trotz der Überflutung eines Teils der Stadt sind verschiedene Bauwerke des 18. bis 19. Jahrhunderts erhalten, so das Christi-Verklärungs-Kloster (Спасо-Преображенский монастырь/ Spasso-Preobraschenski monastyr) mit gleichnamiger Kathedrale (1724–1731) und Glockenturm (1730) sowie die Handelsreihen von 1832. Vom ältesten Gebäude, der Christi-Abgar-Kapelle (часовня Спаса-Убруса/ tschassownja Spassa-Ubrussa) aus der ersten Hälfte des 17. Jahrhunderts, ist nur eine Ruine erhalten.
Seit 1965 existiert ein Architektonisch-ethnographisches Museum.

## Wirtschaft
Die Wirtschaft der Stadt wird von Holzwirtschaft und -verarbeitung (Möbelwerk) bestimmt.